# Аліса де Монморансі
Аліса де Монморансі (фр. Alice (Alix) de Montmorency; пом. 25 лютого 1221) — французька аристократка, дружина Симона IV де Монфора.

## Життєпис
Дочка Бушара V де Монморансі та Лоретти де Ено, сестра коннетабля Франції Матьє II Великого.
Близько 1190 вийшла заміж за Симона IV де Монфора, графа Лестера, в шлюбі з яким народила чотирьох синів і трьох дочок.
«Дама, так само гідна поваги за своїм народженням, як із благочестя й мудрості», Аліса взяла активну участь у завоюванні Ланґедока французами.
1210 року чоловік викликав її на південь, прибула в замок Пеннотьє в Каркасі з загоном лицарів-хрестоносців. За словами Гільєма Тудельського, приїхала до Симона в Пеннотьє після взяття Мінерва, який впав 22 липня 1210; П'єр де Во-де-Серне пише, що вона прибула ще до початку облоги, на початку посту, в першій половині березня. Дом Вессет вважає, що вона була присутньою при облозі Мінерва.
Через це Гільєм зауважує (лесса L), що «Ніколи розумнішої жінки Господь і віра мені в допомогу, Не було на цьому світі ні в далеких краях, ні поблизу» (Jes plus savia femna, si m'ajud Dieeus ni fes, No sap om en est mon tant can te lonh ni pres) , а хроніст із Во-де-Серне пише «Господь послав помічницю йому під стать, щоб не витрачати зайвих слів — дружину благочестиву, мудру і турботливу. Її благочестям прикрашалися мудрість і турбота про ближнього; мудрістю спрямовувалися благочестя і дбайливість, дбайливістю множилися благочестя і мудрість. Крім того, Бог благословив названу графиню продовженням роду, бо граф мав від неї кількох прекрасних дітей».
Була при облозі Терма наприкінці 1210 року, при облозі Бірона влітку 1212-го. Жила в Каркассонні, 1215 року перебралася в Тулузу в Нарбонський замок, «з балкона розкішної просторої зали» якого 1216 року спостерігала за повсталим містом, після чого, за словами продовжувача Гільєма, послала до чоловіка сержанта з повідомленням, що «він втратить Тулузу і синів, і дружину, і якщо не поспішить покинути Монпельє, то не застане в живих ні її, ні сина. А кинувши Тулузу заради завоювання Провансу, він зробить павучу роботу, яка гроша не коштує».
Після прибуття Симона до Нарбонського замку і тяжкого поранення Гі де Монфора брала участь у нараді з чоловіком, герцогами та найважливішими баронами.
Згідно з продовжувачем Гільєма, 1217 року через облогу Тулузи разом з єпископом, Фуко де Берзі і П'єром де Вуазеном направлена в Париж до короля Філіппа Августа з проханням про військову підтримку; звернулася до брата та іншої рідні й підняла Керсі на допомогу хрестоносцям. У травні 1218 року повернулася з численним військом.
Після загибелі Симона знову поїхала на північ збирати підтримку для свого сина Аморі, прибула до двору в червні і повернулася в Лангедок під Різдво 1218 року.
3 квітня 1219 року в Кастельнодарі разом з кардиналом Бертраном, єпископом Каркассонна, Гі де Монфором, Ламбером де Тюрсі, сеньйором де Ломбером, була свідком угоди Аморі VI з єпископом Агду Тедізом.
Померла 25 лютого 1221 року і похована в абатстві Нотр-Дам-лез-От-Брюейр в Іль-де-Франсі .